# Fernando Leitão
Fernando Gomes Leitão (San Paolo, 3 gennaio 1981) è un ex giocatore di calcio a 5 brasiliano naturalizzato portoghese.

## Carriera
Approda in Serie A nelle file della Marca Futsal con cui disputa il girone di andata della stagione 2013-14. Nella sessione invernale di futsalmercato si trasferisce all'Acqua e Sapone con cui vince la Coppa Italia. La doppietta decisiva messa a segno dal giocatore nella finale gli valgono il premio AGLA quale miglior giocatore della manifestazione.

## Palmarès
- Campionato belga: 1
Halle-Gooik 2016-17
- Coppa Italia: 1

Acqua e Sapone: 2013-14
- Supercoppa italiana: 1

Acqua e Sapone: 2014
- Campionato portoghese: 1

Sporting Lisbona: 2012-13
- Coppa del Portogallo: 1

Sporting Lisbona: 2012-13
- Supercoppa portoghese: 1

Sporting Lisbona: 2010-11